# أندي براي
أندي براي (16 نوفمبر 1979 في المملكة المتحدة - ) (بالإنجليزية: Andy Bray)‏ هو لاعب كريكت بريطاني. لعب مع Kent Cricket Board ‏.

## وصلات خارجية
- أندي براي على موقع إي آس بي آن كريك إنفو (الإنجليزية)